# Isabel Guialo
Isabel Guialo (ur. 8 kwietnia 1990 roku) – angolska piłkarka ręczna występująca na pozycji prawego skrzydłowego.
W reprezentacji Angoli wystąpiła podczas mistrzostw świata w piłce ręcznej kobiet w 2011 roku, Letnich Igrzysk Olimpijskich w 2012 roku.